# ريكس ميس
ريكس ميس (بالإنجليزية: Rex Mays) هو مهندس أمريكي، ولد في 10 مارس 1913 في ريفرسايد في الولايات المتحدة، وتوفي في 6 نوفمبر 1949 في ديل مار في الولايات المتحدة.